# Loudi (artista)
Edward Wen (nascido em 13 de abril de 1996; idade de 24 anos), mais conhecido por seu nome artístico Loudi, é um cantor originário da Indonésia que atualmente está ativa na Coreia do Sul e também é membro da boy band 14U. Loudi juntamente com 14U estreou em 22 de julho de 2017, com "VVV".